# Spoordonk

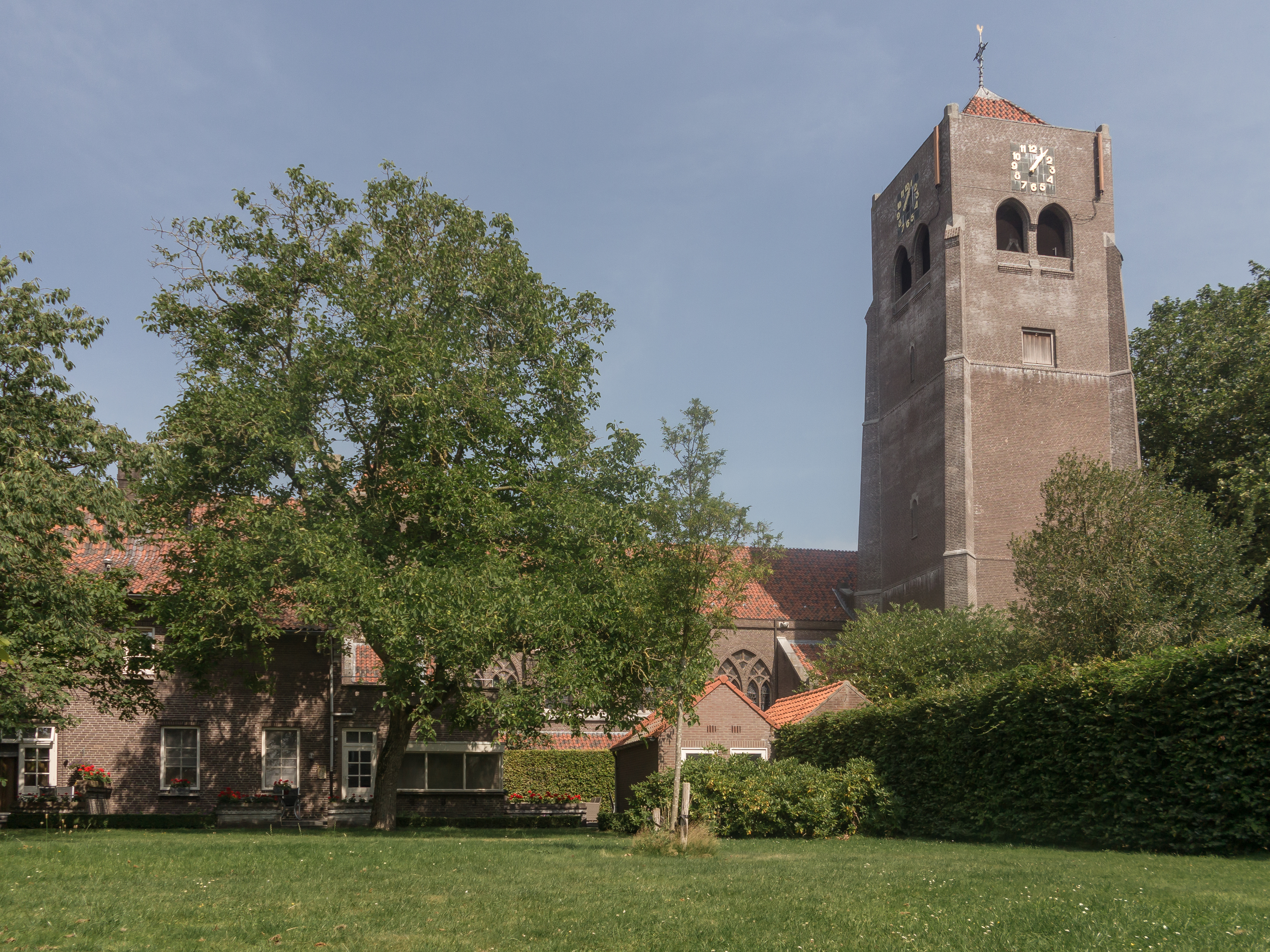
Spoordonk, église de Bernadettekerk.

Spoordonk est un village situé dans la commune néerlandaise d'Oirschot, dans la province du Brabant-Septentrional. Le 1er janvier 2008, le village comptait 2 037 habitants.